# Буйгородская волость
Буйгородская волость — волость в составе Волоколамского уезда Московской губернии. Существовала до 1929 года. Центром волости было село Буйгород.
Под данным 1890 года в селе Буйгород размещались волостное правление и земское училище. Также земские училища были в сёлах Ботово и Спирово. В деревне Утишево размещалась квартира полицейского урядника.
По данным 1921 года в Буйгородской волости было 16 сельсоветов: Блудский, Больше-Стромиловский, Ботовский, Буйгородский, Валуйковский, Веригинский, Ефимьевский, Ефремовский, Калистовский, Носовский, Пашковский, Поповкинский, Ремягинский, Спасский, Утишевский.
В 1924 году Блудский с/с был присоединён к Быковскому; Валуйковский с/с переименован в Рахмановский, а Ефимьевский — в Отчищевский; был образован Софьинский с/с.
В 1925 году был восстановлен Блудский с/с; Спасский с/с переименован в Бортниковский; образованы Малеевский, Спасский и Хрулёвский с/с; Больше-Стромиловский с/с был присоединён к новому Валуйковскому с/с; упразднены Отчищевский, Малеевский и Софьинский с/с.
В 1926 году образованы Ефимьевский и Больше-Стромиловский с/с; упразднён Валуйковский с/с.
В 1927 году Рахмановский с/с был переименован в Валуйковский, Больше-Стромиловский — в Стромиловский; были образованы Отчищевский и Строковский с/с.
В 1929 году Валуйковский с/с был переименован в Рахмановский.
По данным 1926 года селения в составе сельсоветов: Блуди, Хрулево (Блудский сельсовет), Бортники (Бортниковский сельсовет), Ботово, Давыдово (Ботовский сельсовет), Буйгород, Глазачево (Буйгородский сельсовет), Быково (Быковский сельсовет), Веригино, Капустино, Лелявино (Веригинский сельсовет), Ефимьево, Отчищево (Ефимьевский сельсовет), Ефремово, Малеевка, Строково (Ефремовский сельсовет), Калистово (Калистовский сельсовет), Носово (Носовский сельсовет), Пашково (Пашковский сельсовет), Поповкино (Поповкинский сельсовет), Валуйки, Рахманово, Спирово (Рахмановский сельсовет), Ремягино (Ремягинский сельсовет), Парашино, Софьино (Софьинский сельсовет), Спасс (Спасский сельсовет), Стромилово (Стромиловский сельсовет), Утишево (Утишевский сельсовет).
В ходе реформы административно-территориального деления СССР в 1929 году Буйгородская волость была упразднена, а её территория вошла в состав Волоколамского района.